# 4562 Poleungkuk
4562 Poleungkuk (1979 UD2) là một tiểu hành tinh vành đai chính.